# Igal Shamir
Pour les articles homonymes, voir Shamir.
Igal Shamir, né le 6 juin 1938 à Tel-Aviv, en Palestine, est un violoniste et écrivain franco-israélien, d'origine russo-polonaise.
Il vit en France depuis 1968.

## Biographie
Igal Shamir naît durant la Seconde Guerre mondiale, dans une famille modeste d'émigrés juifs polonais, en Palestine sous mandat britannique. Alors que son père s'engage dans la Brigade juive, Igal est attiré par la musique dès l'âge de 5 ans, après avoir entendu un violoniste jouer dans un café-concert. Il reçoit en cadeau un violon d'un ami de sa mère et prend par la suite des cours de musique à l'académie de musique de Tel-Aviv avec un professeur d'origine russe. Il donne son premier concert public à l'âge de 8 ans et remporte le premier prix du conservatoire de Tel-Aviv à 14 ans.
Appelé au service militaire en 1956, l'armée israélienne lui propose de servir au sein de l'orchestre de l'armée. Il refuse et se porte volontaire pour la chasse aérienne. Il s'engage pour une durée de cinq ans en tant que pilote dans l'armée. Treize mois plus tard, après un accident d'aviation et un séjour à l'hôpital, il interrompt son expérience de pilote et rejoint l'orchestre de l'armée, les Jeunesses musicales d'Israël, avec lequel il part en tournée en Europe en 1958. Durant cette tournée, il joue un premier concert à l'Exposition internationale de Bruxelles, et notamment devant la reine Elisabeth, violoniste elle-même et mécène, qui lui offert une bourse au conservatoire royal de Belgique. À la fin de son service militaire, Igal repart ainsi à Bruxelles et intègre le conservatoire où il sera notamment l'élève du violoniste virtuose belge Arthur Grumiaux. Igal remporte le premier prix du conservatoire de Bruxelles puis celui du conservatoire de Genève. Il croise également la route de Yehudi Menuhin, violiniste britannique, considéré comme l'un des plus grands violonistes du XXe siècle.
Entre les années 1960 et 1970, Igal Shamir est recruté comme agent au sein du Mossad et participe à la traque des anciens nazis, un expérience dont il fera part dans ses ouvrages.
Il poursuit par la suite sa carrière d'interprète classique et devient un violiniste de renommée internationale. Dans les années 1970, il signe des enregistrements chez RCA et CBS (la 40° de Mozart, Le Fabuleux violon d'Igal Shamir, Tchaïkovsky, Autobus vert) ainsi que chez Disc'AZ (La Folia Viva Paganini). Il découvre également, dans les années 1980, le travail de Suzanne Haïk-Vantura, musicologue française, et en particulier son texte La Musique de la Bible renouvelée dans lequel elle explique le principe du déchiffrage de signes musicaux accompagnant les textes sacrés. Ces travaux permettent à Igal Shamir d'adapter pour le violon les musiques des temps anciens et d'interpréter sur de nombreuses scènes internationales les Psaumes de David et le Cantique des Cantiques de Salomon. Il a enfin travaillé pour des émissions de radio sur France Culture, en particulier avec André Velter, ainsi que pour des festivals avec des cinéastes et des plasticiens. Il participe notamment régulièrement aux Rencontres d'Aubrac, festival littéraire et artistique, de 1994 à 2016, date de sa dernière édition.
En parallèle, il devient écrivain, et publie plusieurs ouvrages à partir des années 1970, dont un ouvrage destiné aux violinistes débutants, Le violon pour tous mais également des romans parmi lesquels La Cinquième Corde, roman autobiographique, qui inspire en 1972 le film Le Grand Blond avec une chaussure noire de Yves Robert avec Pierre Richard.
Par ailleurs, Igal Shamir est professeur de violon et de musique de chambre à la Schola Cantorum de Paris.

## Distinctions
- Chevalier des Arts et des Lettres[1]